# دافيد فيرير
ديفيد فيرير (بالإسبانية: David Ferrer)‏ هو لاعب كرة مضرب إسباني محترف يعيش في مدينة فالنسيا، ولد في 2 إبريل عام 1982. بدأ مسيرته عام 2000 وحاز على ما يزيد على 17 مليون دولار خلال مسيرته. يحتل التصنيف السادس عالميا حاليا، يفضل الملاعب الترابية ويعتبر من أفضل لاعبي كرة المضرب في العالم على الملاعب الترابية. يلقب بالأرنب الإسباني.

## الإنجازات
أفضل تصنيف وصل إليه هو الثالث عالميا في 8 يونيو عام 2013، حاز على 26 بطولة خلال مسيرته. وصل نصف نهائي بطولة أستراليا المفتوحة عام 2011 ونصف نهائي بطولة أمريكا المفتوحة عامي 2007 و2012 ونصف نهائي بطولة فرنسا المفتوحة ونهائي نفس البطولة عام 2013 وكان أحد لاعبي المنتخب الإسباني الذي فاز بكأس ديفيز أعوام 2008، 2009 و2011 كما حاز على بطولة باريس للماسترز عام 2012.

## وصلات خارجية
- الموقع الرسمي

## روابط خارجية
- دافيد فيرير على موقع IMDb (الإنجليزية)
- دافيد فيرير على موقع قاعدة بيانات الفيلم (الإنجليزية)

- دافيد فيرير على موقع رابطة محترفي التنس (الإنجليزية)
- دافيد فيرير على موقع الاتحاد الدولي لكرة المضرب (الإنجليزية)
- دافيد فيرير على موقع كأس ديفيز (الإنجليزية)
- دافيد فيرير على موقع خلاصة التنس.كوم (الإنجليزية)
- دافيد فيرير على موقع إي إس بي إن.كوم (الإنجليزية)
- دافيد فيرير على موقع أوليمبيديا (الإنجليزية)
- دافيد فيرير على موقع AS.com (الإسبانية)